# Оксана Сторожук
Оксана Сторожук (Харков, Украјина, 28. август 1970) је првакиња Балета Српског народног позоришта у Новом Саду. Вишеструко је награђивана за своју врхунску игру и представља светлу тачку новосадске балетске сцене.

## Биографија
Родила се у Харкову 1970. године у породици која се није бавила уметношћу. Наиме, отац Василиј Мифодијевич је био службеник у полицији, док је мајка Марија Александровна Небзицкаја, радила у фабрици. Оксана је учила балет од своје шесте до једанаесте године у Балетској школи, а затим је примљена на Државну балетску академију у Кијеву, коју је завршила 1988.

## Професија

#### Дечије академско музичко позоришту у Кијеву
Након завршетка академије, почиње да ради исте године у кијевском дечијем Академском театру као Солисткиња балета Прве категорије. Тамо је остварила следеће главне улоге:
Вила лутака; Арлекинада; Фестивал у Венецији; Палчица; Спартак; Ромео и Јулија; Госпођица и хулиган; Силфида; Распутин...
С овим позориштем гостовала је у Немачкој, Италији, Холандији, Америци и Југославији.

#### Српско народно позориште у Новом Саду
Оксана Сторожук је почела да ради у Балету СНП-а 1991. године као солисткиња, а већ наредне године је постала Првакиња Балета СНП-а. Поред великог броја одиграних улога била је и асистент кореографа и репетитор балета Пахита (2000); репетитор балета Жизела (2006/2007, 2017/2018); балет-мајстор Мачка у чизмама (2008); обновила је балет Жизела за сезону 2009/2010; и балет-мајстор је у балетима: Лабудово језеро (2008); Дон Кихот (2010); репетитор балета Крцко Орашчић (2011); Успавана лепотица (2013); Ромео и Јулија (2014); Грк Зорба (2016); Катарина Измаилова (2017); Дама с камелијама (обнова, 2018) и Враголанка. Асистент је кореографа за балет Ко је најмоћнији на свету?! (2016).

###### Улоге:
- Лиза – Враголанка Луј Јозеф Фердинанд Херолда, кореограф Ико Отрин, 1991;
- Гала концерт – Чезара Пуњи; Сатанела – Grand pas de deux, кореограф Маријус Петипа, 1989.
- Клара – Шчелкунчик (Крцко Орашчић) Петра И. Чајковског, кореограф Валериј Ковтун, 1991.
- Одета - Одилија – Лабудово језеро Петра И. Чајковског, кореограф Валериј Ковтун (по Мариусу Петипи, Л. Иванову Ф. Лопухову), 1992.
- Мауд – Алтум силенцијум Стевана Дивјаковића, кореограф Златко Микулић, 1992.
- Серенада Петра И. Чајковског, кореограф Владимир Логунов, 1993.
- Симонидина душа – Краљева јесен Југослава Бошњака, кореограф Крунислав Симић, 1993.
- Балетско вече – Жар птица – Жар птица (Свита) Игора Стравинског, кореограф Живојин Новков; Pas de deux – Колаж рапсодија Франца Листа, кореограф Петер Ласло, 1994.
- Марина – Грк Зорба Микиса Теодоракиса, кореограф Крунислав Симић, 1994.
- Фантазије Чајковски Петра И. Чајковског: Офелија – Хамлет, Јулија – Ромео и Јулија, кореограф Вадим П. Федотов, 1995.
- Мадам Хана Главари – Весела удовица Франца Лехара и Ангела Шурева, кореограф Вадим П. Федотов, 1996.

- Поема о љубави: Пружи ми руку Терпсихора П. Вангелиса, Предсмртна љубавна песма Стевана Дивјаковића, кореограф Владимир Логунов, 1996.
- Цар девица (Лепота девојка) – Коњић Грбоњић Родиона К. Шчедрина, кореограф Виктор Литвинов, 1996.
- Жизела – Жизела Адолфа Адама, кореограф Милица Јовановић (по Леониду Лавровском), 1996.
- Малчика – Избирачица Зорана Мулића, кореограф Лидија Пилипенко, 1997.
- Клара – Шчелкунчик (Крцко Орашчић) Петра И. Чајковског, кореограф Виктор Литвинов, 1998.
- Девојка – Кармина бурана Карла Орфа, кореограф Иштван Херцог, 1998.
- Шопенијана Фредерика Шопена: Прелид оп. 28, бр. 7, Валцер-дует оп. 64, бр. 2, кореографи: Растислав Варга, Леонора Милер-Христидис, Јулијана Дутина, Габриела Теглаши-Велимировић (по Михаилу Фокину);
- Прва Ученица – Бал кадета Јохана Штрауса, кореограф Габриела Теглаши-Велимировић (по Дејвиду Лишину), 1999.
- Grand pas classique – Пахита Лудвига Минкуса, кореограф Роберт Кљавин (по Маријус Петипа), 2001.
- Госпођица – Госпођица и хулиган Дмитрија Шостаковича, кореограф Виктор Литвинов, 2001.
- Страст – Дон Хуан, по делу Макса Фриша и Тирсо де Молине, кореограф Ендру Питер Гринвуд, 2001.
- Марија Вечера – Мајерлинг Франца Листа, кореограф Крунислав Симић, 2003.
- Есмералда – Есмералда (Звонар Богородичине цркве) Чезара Пуњија, кореограф Јоан Туђару, 2004.
- Јулија – Ромео и Јулија Сергеја Прокофјева, кореограф Иштван Херцог, 2007.
- Маргерита Готје – Дама с камелијама Ђузепе Вердија - И. Поповића, кореограф Крунислав Симић, 2009.

#### Гостовања
- Са Националним театром „Тарас Шевченко“[2] из Кијева је гостовала у Великој Британији, Италији, Холандији, Аустрији, Словачкој, Канади и САД:
- Са СНП-ом је гостовала у Темишвару (Румунија), Црној Гори, Македонији и Републици Српској;
- Са Мадленијанумом за који такође наступа, била је у Русији, Украјини, Бугарској и Мађарској;
- Са прваком новосадског балета, Миланом Лазићем, на Кипру.[1]

## Награде и признања
- Диплома за улогу Ане Павлове у концертној нумери Сусрет на Националном такмичењу кореографа Украјине (Доњецк, 1986);
- Специјална награда за главну улогу у балету Госпођица и хулиган на Фестивалу у Кардифу (Велика Британија, 1998);
- Златна медаља „Јован Ђорђевић“, највише признање Српског народног позоришта 2002;
- Годишње награда Српског народног позоришта за изузетна уметничка остварења:

1992. улога Одете-Одилије у балету Лабудово језеро
1994. улога Жар птице у балету Жар птица
1995. улога Марине у балету Грк Зорба
1996. улога Офелије и Јулије Фантазије Чајковски
1998. за улоге: Малчике у балету Избирачица и Кларе у балету Крцко Орашчић
1999. за више улога у балетском дивертисману Кореографске инспирације
2010. за улогу Маргерите Готје у балету Дама с камелијама и успешну обнову балета Жизела.
Улогом Маргерите Готје Оксана Сторожук је обележила двадесет година уметничке игре.